# Horsfieldia borneensis
Horsfieldia borneensis là một loài thực vật thuộc họ Myristicaceae. Loài này có ở Indonesia và Malaysia.